# Horacio Rivero Jr.
Pour les articles homonymes, voir Rivero.
Horacio Rivero Jr. (16 mai 1910 – 24 septembre 2000) est le premier amiral quatre étoiles portoricain et hispanique, et le deuxième hispanique à occuper ce rang dans la marine moderne des États-Unis après l'amiral David Glasgow Farragut (1801-1870), vétéran de la guerre de Sécession. Après avoir pris sa retraite de la marine, Rivero fut ambassadeur des États-Unis en Espagne (1972-1974) et fut également le premier hispanique à occuper ce poste.